# Ameerega pongoensis
Ameerega pongoensis es una especie de anfibio anuro de la familia Dendrobatidae.

## Distribución geográfica
Esta especie es endémica de la provincia de San Martín en la región de San Martín en Perú. Se conoce solo en su localidad típica, Pongo de Aguirre, cerca de Tarapoto, a unos 220 m de altitud.

## Etimología
Su nombre de especie, compuesto de pongo y el sufijo latín -ensis, significa "que vive, que habita", y le fue dado en referencia al lugar de su descubrimiento.

## Publicación original
- Schulte, 1999 : Pfeilgiftfrösche Artenteil Peru. Nikola Verlag, Stuttgart p. 1-292.[5]